# Villafranca de Córdoba
Villafranca de Córdoba is een gemeente in de Spaanse provincie Córdoba in de regio Andalusië met een oppervlakte van 59 km². Villafranca de Córdoba telt 4.918 inwoners (1 januari 2016).

## Demografische ontwikkeling
Bron: INE, 1857-2011: volkstellingen